# Bear's Den
I Bear's Den sono un gruppo musicale britannico attivo dal 2012. Nel corso della loro carriera hanno pubblicato 5 album.

## Storia del gruppo
Il gruppo viene fondato nel 2012 da Andrew Davie, Kevin Jones e Joey Haynes. La band inizia la sua attività esibendosi in vari eventi musicali e durante l'apertura dei concerti di artisti come Ben Howard, Nathaniel Rateliff, The Staves, Mumford & Sons e Daughter. Tra 2012 e 2013 pubblicano inoltre i loro primi EP EP, Agape e Without/Within. Nel 2014 pubblicano il loro album di debutto Islands via Communion Records, raggiungendo la posizione 49 nella classifica album britannica. L'album viene successivamente certificato argento per aver venduto oltre 60 mila unità nel Regno Unito. In seguito alla pubblicazione dell'album, il gruppo intraprende una lunga serie di concerti. 
Nel 2016 pubblicano il loro secondo album Red Earth & Pouring Rain, che raggiunge la sesta posizione della classifica britannica e la numero 26 in quella tedesca. Nei mesi successivi Joey Haynes abbandona il gruppo, venendo dunque sostituito per le esibizioni dal vivo da durante il biennio Christof van der Ven 2016-2017. Dal 2018 i Bear's Den continuano la loro attività musicale come duo. Nell'aprile 2019 pubblicano l'album So that You Might Hear Me, raggiungendo la posizione 13 nella classifica britannica. Segue un tour internazionale.
Nel 2020 il gruppo pubblica l'album Fragments in collaborazione con Paul Frith. Segue la pubblicazione dell'EP natalizio Christmas, Hopefully. Nel maggio 2022 il gruppo pubblica l'album Blue Hours, ottenendo un piazzamento alla posizione 6 della classifica britannica.

## Formazione
- Andrew Davie – Voce principale, chitarra elettrica e chitarra acustica (2012-presente)
- Kevin Jones – Cori, batteria, basso, chitarra (2012-presente)
- Joey Haynes – Cori, banjo, chitarra (2012-2016)
- Christof van der Ven – Cori, banjo, chitarra (2016-2017)

## Discografia

### Album
- 2014 – Islands
- 2016 – Red Earth & Pouring Rain
- 2019 – So That You Might Hear Me
- 2020 – Fragments (con Paul Frith)
- 2022 – Blue Hours

### EP
- 2012 –  EP
- 2013 – Agape
- 2013 – Without/Within
- 2014 – Elysium
- 2019 – Only Son of the Falling Snow
- 2020 – Christmas, Hopefully

### Singoli
- 2013 – Agape
- 2013 – Writing on the Wall
- 2014 – Above the Clouds of Pompeii
- 2015 – Think of England
- 2016 – Auld Wives
- 2016 – Emeralds
- 2016 – Dew on the Vine
- 2016 – Berlin
- 2019 – Fuel on the Fire
- 2019 – Blankets of Sorrow
- 2019 – Laurel Wreath
- 2019 – Crow
- 2019 – Only Son of the Falling Snow
- 2020 – Christmas, Hopefully
- 2021 – All That You Are
- 2021 – Spiders
- 2022 – Blue Hours